# Кабин Микола Павлович
Кабин Микола Павлович (*3 травня 1919, м. Косів, тепер Івано-Франківської області — 31 березня 1971 1971, м. Косів) — майстер різьблення на дереві. Член Спілки художників України.

## Біографія
Впродовж 1926-1932 років навчався у семирічній школі в Косові. 
Ази декоративного різьбярства в 1930-х пізнавав  у Василя Кабина та Миколи Тимківа.
Після встановлення в краї радянської влади з 1939 року розпочав роботу в місцевій художній артілі "Гуцульщина". У часи німецької окупації Галичини 1943 року був вивезений на примусові роботи на чужину. Після повернення у 1945 році в рідне місто з Німеччини поновив свою працю в художній артілі "Гуцульщина".
Протягом 1950-х—1960-х років роботи косівського майстра експонувалися на міжнародних (Бельгія, Франція), всесоюзних та республіканських виставках.

## Творчість
Виконував декоративні тарілки, книги-альбоми, скриньки, баклаги, ракви.
Вироби оздоблював інкрустацією перламутром і металом.
Роботи зберігаються в музеях Києва, Львова, Ужгорода.